# Strate herbacée

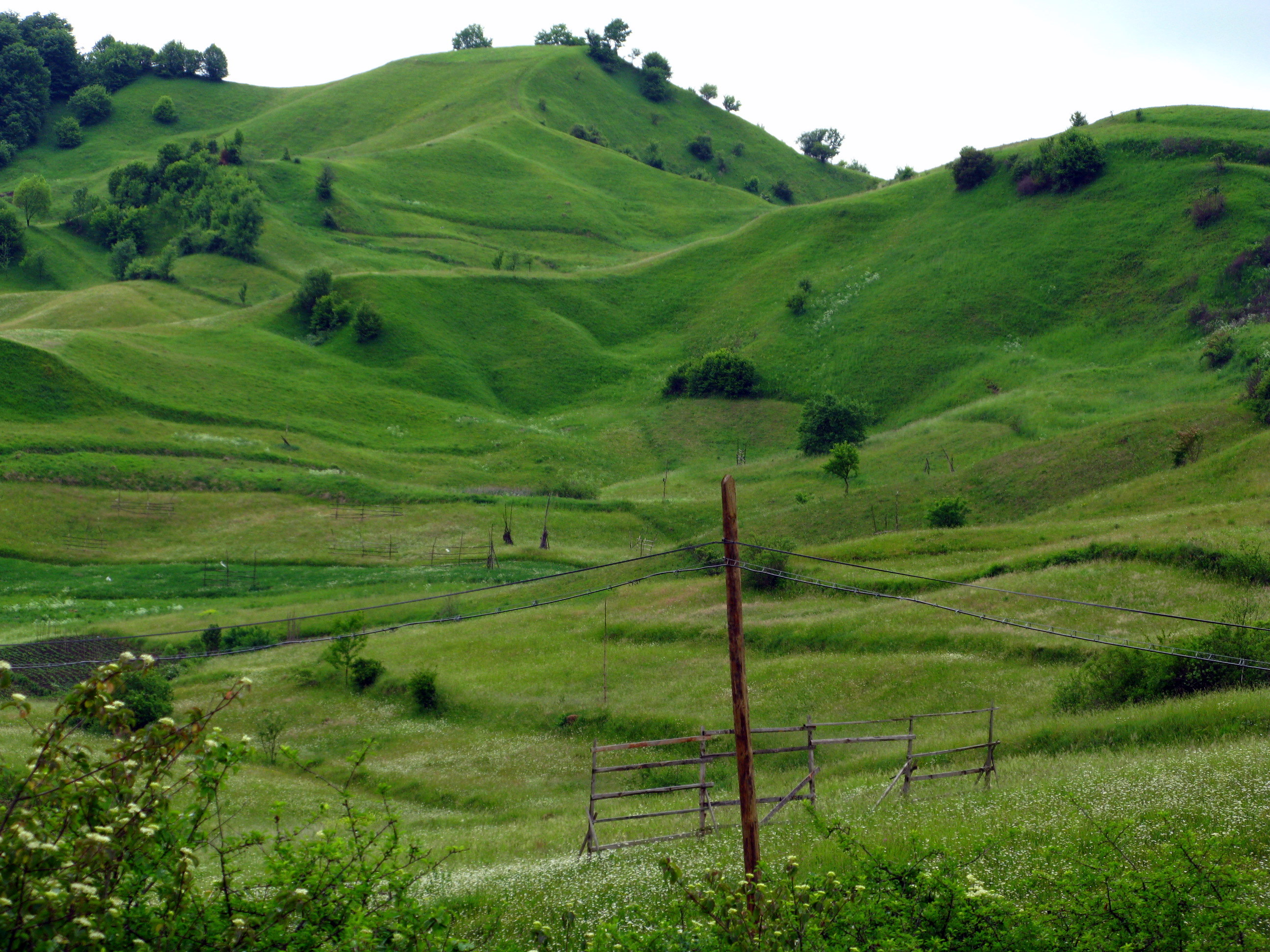
Prairies ou prés de fauche de montagne dans les environs de Bocicoel, dans les Monts Maramureş, dans les Carpates orientales, dans le nord de la Roumanie. Après le recul de la forêt, la fauche entretient une strate herbacée différente de celle de la forêt, mais pouvant en contenir des reliques. Ces prés fauchés à la faux manuellement ont conservé un haut niveau de biodiversité.

Dans le domaine de la botanique, la strate herbacée est l'une des 5 strates végétales utilisées par les botanistes pour décrire les principaux niveaux d'étagement vertical d'un peuplement végétal, chacun étant caractérisé par un microclimat, et une faune spécifique.

C'est la strate des plantes herbacées.

 Elle est située au-dessus de la strate cryptogamique ou muscinale composée de lichens et mousses qui est elle-même située au-dessus de la strate hypogée ou infracryptogamique composée de la flore souterraine et microfaune du sol.

## Caractéristique

Représentation schématique de la stratification aérienne (ou épigée) des végétaux.

Elle est composée de plantes herbacées (dont notamment herbes et adventices), jusqu'à 1 m, 1,50 m de hauteur à maturité;

C'est la strate dominante dans de nombreux milieux ouverts terrestres ; pelouse, lande rase, tourbière, prairie… tant que l'ouverture de ces milieux est préservée de l'embroussaillement par les conditions microclimatiques, ou les grands et petits herbivores, s'ils sont assez nombreux pour contrôler la pousse des arbres. C'est le milieu également dominant en haute montagne au-dessus de la zone où les arbres ne peuvent plus pousser.
Les forêts dans les zones de clairières, à la suite des chablis, et dans les zones plus éclairées au printemps (sous les feuillus) abritent aussi des mosaïques de zones herbacées qui en constituent un des facteurs de naturalité, de biodiversité et de résilience écologique.
Ce sont des milieux sensibles aux feux en zone aride, et parfois « entretenus » par le feu, mais qui font preuve d'une importante résilience écologique si les incendies ne sont pas trop fréquents et importants.
Elle constitue par l'humus qui s'y accumule un important puits de carbone et une réserve de matière organique abritant une riche faune d'invertébrés dont le ver de terre qui y joue un rôle essentiel, de même que les coléoptères bousiers. Les organismes saprophytes, dont les champignons, s'ils y sont souvent plus discrets qu'en forêt y jouent aussi un rôle écologique majeur.
Elle joue un rôle majeur en matière de régulation de l'eau, l'alimentation des nappes phréatiques et la préservation des sols de l'érosion.
Les agrosystèmes qui en dérivent directement sont les prairies, le bocage et le pré de fauche, ainsi que les estives de montagne. Diverses cultures si elles sont « bio » peuvent constituer des milieux ou abris de substitution pour quelques espèces de la strate herbacée sauvage (amphibiens, orvet, hérissons.. en particulier, qui peuvent y être des auxiliaires de l'agriculture, en tant que grands consommateurs d'insectes, limaces, etc.)

## Climat
La strate herbacée en l'absence de contrainte pour les arbres et buissons évolue généralement vers la strate arbustive (composée d'arbustes ou buissons mesurant de 1,5 m à 7 m à l'état adulte), puis la strate arborée composée d'arbres dont la hauteur débute vers les 8 m, jusqu'à ce qu'une perturbation (humaine ou naturelle, tempête, incendie..) ne rouvre le milieu forestier pour y produire une clairière.
La strate herbacée évolue dans l'espace et dans le temps, au rythme des perturbations écologiques et de la régénération naturelle (ou des cycles sylvigénétiques dans le cas de la forêt gérée).
Sa hauteur et son importance en termes de biomasse varient selon la zone biogéographique considérée et les conditions édaphiques locales, selon l'âge de l'écosystème (ou agroécosystème), selon le moment du cycle sylvogénétique s'il s'agit de la strate herbacée d'une forêt.

## Restauration de strates herbacées
La valeur écologique et paysagère de la strate herbacée semble intéresser de plus en plus les acteurs du paysage et le grand public. Les bandes enherbées restent très pauvres en biodiversité quand elles sont installées pour des objectifs uniquement agricoles et de protection des cours d'eau. Les jachères fleuries présentent un grand intérêt paysager, mais les lots de graines commercialisés sont rarement appropriés au biotope et les jachères à vocation cynégétique ou mellifères utilisent nombre de graines de provenance exotique.
Dans un contexte d'eutrophisation générale, pour les besoins de la restauration de la biodiversité, des gestionnaires de réserves naturelles et de milieux ont développé diverses méthodes de génie écologique visant à déseutrophiser le sol superficiel et à restaurer la biodiversité de la strate herbacée.
Parmi ces méthodes on peut citer ;
- scrappage de la couche eutrophe pour mise à jour et expression de la cryptobanque de graines du sol
- réintroduction d'espèces à partir de plants ou de semences
- gestion restauratoire puis conservatoire utilisant par exemple le pâturage et/ou la fauche avec exportation[1]
- restauration de sous-bois fleuris dès le stade d'une plantation sur sol retourné et recouvert d'une couche pauvre venant du sol profond ("Soil inversion") pour les anglo-saxons. Sur ce sol, les fleurs sauvages prospèrent, sans concurrence en surface sur une couche oligotrophe, alors que les arbres trouvent en profondeur une couche très riche dans laquelle leurs racines peuvent rapidement prospérer.

…
Ces opérations portent souvent sur des landes, prairies, pelouses calcaires, lisières de zones humides, tourbières, etc. Quelques opérations de restauration de sous-bois fleuris ou de restauration de forêt à strate herbacée riche en biodiversité ont été conduites avec succès au Royaume-Uni par deux ONG spécialisées dans la biologie de la conservation (Woodland Trust et Landlife) .